# Сумкино (Оренбургская область)
Сумкино (также известна как Верхний Кульчум) — упразднённая деревня в Матвеевском районе Оренбургской области. На момент упразднения входила в состав сельского поселения Новоузелинский сельсовет. Исключена из учётных данных в 2005 году.

## География
Располагалась в истоке реки Кульчумка, на расстоянии, примерно, 4,5 километра к юго-востоку от села Новоузели.

## История
По данным на 1931 год деревня Сумкино состояла из 55 хозяйств. В административном отношении входила в состав Кульчумского сельсовета Пономарёвского района Средневолжского края.
По данным на 1939 год деревня входила в состав Кульчумского сельсовета Матвеевского района Чкаловской области. В деревне действовал колхоза «Серп и молот». Позже отделение колхоза «Октябрь».
Постановление Законодательного Собрания Оренбургской области от 16 февраля 2005 года № 1927/316-III-ОЗ деревня исключена из учётных данных.

## Население
По данным на 1930 год в деревне проживало 267 человек, основное население — русские.
По переписи 2002 года в деревне отсутствовало постоянное население.